# Михлин
Ми́хлин — село в Україні, у Луцькому районі Волинської області. Належить до Городищенської сільської громади. Населення становить 325 осіб.

## Географія
Селом протікає річка Полонка.

## Господарська діяльність
В Михлині діє неповна середня школа, будинок культури, бібліотека, сільський клуб, дитячий садок, амбулаторія, 1 відділення зв'язку, АТС на 20 номерів, 3 торговельних заклади.

## Історія
У 1906 році село Чаруківської волості Луцького повіту Волинської губернії. Відстань від повітового міста 25 верст, від волості 5. Дворів 46, мешканців 376.

### Трагедія села Красний Сад
Село Красний Сад (тепер не існує, територія належить до Михлинської сільської ради), яке попервах називали колонією, виникло біля села Михлин наприкінці XIX століття, коли недавні кріпаки дістали змогу купувати землю, осідати на ній і господарювати. Архівний документ від 1906 року свідчить, що тоді в колонії Красний Сад Луцького повіту «було 16 дворів, 110 жителів», а ще «були 1 мировий посередник та 2 мирових суддів». Скоро склалося, що Михлин був, за визначенням його жительки Галини Прокопівни Луцюк, свідка тієї трагедії, «трохи багатим, а трохи бідним», тоді як Красний Сад — однозначно «багатирським». І коли 1912 року в Михлині споруджували церкву, то красносадівці пожертвували на неї грошей більше від михлинців.
Але 19 квітня 1943 року Красного Саду не стало. Разом із мешканцями. Польські бандити вбили 104 мешканців села Красний Сад.
Фактично з цього на Волині і розпочався польсько-український збройний конфлікт 1943 р.
Карателі, вбрані у німецьку форму, котрі розмовляли польською, десь о десятій ранку почали свою страшну справу. Спершу повбивали тих, хто працював на полях. Далі йшли від хати до хати й не щадили нікого. Позбавили життя навіть дев'ятимісячне дитятко, дівчинку Софійку, котра тільки-но починала спинатися на ноги. Безжально мордували: стріляли зі зброї, били прикладами, кололи вилами, які знаходили тут же, у господі.
Зі 116 жителів того чорного понеділка загинули 103 людини, а сто четвертим став мешканець із сусіднього села, опинившись у час масової страти у Красному Саду.
На місці села Красний Сад Горохівського району тепер є тільки 9 селянських дворів, а від колишніх його забудов, що полум'ям злетіли до неба внаслідок польсько-німецької антиукраїнської каральної акції у квітні 1943 року, зосталися мурована господарська споруда Оксенії Павлової, яку помилково іноді називають чеською, стара криниця та напівзруйнована дерев'яна хата родини Митрофанюків. Але в переліку спалених сіл Волині на Стіні Скорботи меморіального комплексу в Луцьку Красного Саду все ще нема. І тільки цьогоріч 18 квітня, у річницю трагедії, мають освятити новий пам'ятник та гідно вшанувати світлу пам'ять знищених карателями красносадівців, які спочивають у спільній могилі на колишньому сільському цвинтарі.
19 липня 2020 року в результаті адміністративно-територіальної реформи та ліквідації Горохівського району село увійшло до складу новоутвореного Луцького району.

## Населення
Згідно з переписом УРСР 1989 року чисельність наявного населення села становила 336 осіб, з яких 158 чоловіків та 178 жінок.
За переписом населення України 2001 року в селі мешкало 325 осіб.

### Мова
Розподіл населення за рідною мовою за даними перепису 2001 року:
| Мова       | Відсоток |
| ---------- | -------- |
| українська | 98,46 %  |
| російська  | 0,62 %   |
| білоруська | 0,31 %   |
| інші       | 0,61 %   |